# 460-ті
Період падіння Західної Римської імперії. У Східній Римській імперії тривало правління Лева I Макелли. У Західній після зміни кількох маріонеткових імператорів і періоду міжвладдя, формально правив Прокопій Антемій, але фактична влада належала військовому магістру Ріцімеру. Значна частина території окупована варварами, зокрема в Іберії утворилося Вестготське королівство, у Північній Галлії практично незалежно від імперії правили римо-галли. Північну Африку захопили вандали, утворивши Африканське королівство, у Тисо-Дунайській низовині утворилося Королівство гепідів.
У Південному Китаї правління династії Лю Сун. В Індії тривало правління імперії Гуптів. У Японії триває період Ямато. У Персії править династія Сассанідів.
На території лісостепової України Черняхівська культура. Історики VI століття згадують плем'я антів, що мешкало на території сучасної України приблизно з IV сторіччя. У Північному Причорномор'ї центр володінь гунів, що підкорили собі інші кочові племена, зокрема сарматів та аланів.

## Події
- Упродовж десятиліття фактична влада у Західній Римській імперії належала варвару за походженням військовому магістру Ріцімеру. Він звелів стратити імператора Майоріана. Деякий час формальним правителем був Лібій Север, після смерті якого деякий час імперія не мала імператора взагалі. Урешті-решт за наполяганням імператора Східної Римської імперії Лева I, формальним імператором Заходу став Прокопій Антемій.
- У Вестготському королівстві, що розташовувалося на території сучасної Іспанії та півдні Галлії, до влади прийшов король Ейріх, який узяв курс на суверенітет. Вестготи спочатку перемогли свевів, що осіли на території сучасної Португалії, а потім розширили свої володіння на північ, аж до Сомми.
- На півночі Галлії встановилася область галло-римського правління, спочатку під проводом Егідія, потім його сина Сіагрія.
- Спільний морський похід Східної та Західної Римських імперій проти Африканського королівства вандалів завершився великою невдачею.
- Східна Римська імперія зуміла відбитися від нового нападу гунів під проводом Денгизиха.
- В Індії імперія Гуптів вступила в період свого занепаду. Ефталіти, що нападали на неї з півночі захопили значні території.